# Brady, Texas
Brady là một thành phố thuộc quận McCulloch, tiểu bang Texas, Hoa Kỳ. Năm 2010, dân số của xã này là 5528 người.

## Dân số
- Dân số năm 2000: 5523 người.
- Dân số năm 2010: 5528 người.